# Броничари
Броничари, Броничара — річка в Україні у Дрогобицькому районі Львівської області. Ліва притока річки Трудниці (басейн Дністра).

## Опис
Довжина річки приблизно 5,39 км, найкоротша відстань між витоком і гирлом — 4,27  км, коефіцієнт звивистості річки — 1,26 . Формується декількома безіменними струмками та загатами.

## Розташування
Бере початок у листяному лісі на північно-східних схилах гори безіменної (362,7 м). Тече переважно на північний схід через село Броницю і впадає у річку Трудницю, ліву притоку річки Тисмениці.

## Цікаві факти
- У селі Брониця річку перетинає автошлях Т 1418[3] (автомобільний шлях територіального значення в Львівській області, що з'єднує селище Нижанковичі з містом Стрий.).
- На річці існують газгольдер та декілька газових свердловин[1].